# Cosima Shaw
Cosima Shaw (* 1973 in Berlin) ist eine deutsche Schauspielerin. Durch ihre Rolle in der Serie Sylter Geschichten wurde sie einem größeren Publikum in Deutschland bekannt. Sie tritt vorwiegend in englischen Kinofilmen und Fernsehproduktionen auf.

## Filmografie (Auswahl)

### Filme
- 1993: Rosenemil
- 2002: The Visitor (Kurzfilm)
- 2004: Piccadilly Jim[2]
- 2004: Alfie
- 2005: Homeland Security (Kurzfilm)
- 2005: Die Hüterin der Gewürze (The Mistress of Spices)
- 2005: V for Vendetta (V für Vendetta)
- 2009: Ana Begins[3][4]
- 2009: Be Good (Kurzfilm)
- 2009: Secrets of Angels (Kurzfilm)
- 2010: Der wirkliche Amerikaner – Joe McCarthy (The Real American – Joe McCarthy)
- 2011: Papadopoulous & Sons[5][6]
- 2011: Die vierte Macht
- 2015: The Danish Girl
- 2015: Narcopolis
- 2015: Die Trapp Familie – Ein Leben für die Musik
- 2017: Forget About Nick
- 2018: The Smell of Petrol (Kurzfilm)[7]

### Fernsehen
- 1993: Sylter Geschichten (Fernsehserie)
- 2003: Trevor’s World of Sport (Fernsehserie, 7 Episoden)
- 2004: Coupling – Wer mit wem? (Coupling, Fernsehserie, Episode 4x02)
- 2004–2014: Doctors (Fernsehserie, 2 Episoden)
- 2005: Verführung für Anfänger
- 2006: Mayo (Miniserie, Episode 4)
- 2007: Paparazzo
- 2008: GSG 9 – Ihr Einsatz ist ihr Leben (Fernsehserie, Episode 2x01)
- 2008: Harley Street (Fernsehserie, Episode 1x03)
- 2009: Doctor Who (Fernsehserie, Episode 4x16 Der rote Garten)
- 2010: Rosamunde Pilcher – Im Zweifel für die Liebe
- 2011: Aurelio Zen (Zen, Miniserie, 2 Episoden)
- 2011: Pete versus Life (Fernsehserie, Episode 2x02)
- 2012: Dirk Gently (Fernsehserie, Episode 1x01)
- 2012: Die letzte Spur (Fernsehserie, Episode 1x05)
- 2013: Toast of London (Fernsehserie, Episode 1x02)
- 2015: Critical (Fernsehserie, Episode 1x09)
- 2016: Alarm für Cobra 11 – Die Autobahnpolizei (Fernsehserie, Episode 22x07)
- 2016–2018: Mars (Fernsehserie, 9 Episoden)[8][9][10][11]
- 2018: Strike (Fernsehserie, 2 Episoden)
- 2019: Treadstone (Fernsehserie, 3 Episoden)
- 2022: Ze Network (Fernsehserie, 6 Episoden)
- 2023: R.I.P. Henry (Fernsehserie, Episode 1x06)[12]
- 2023: Ein Funken Hoffnung – Anne Franks Helferin (A Small Light, Fernsehserie, 3 Episoden)